# Liste der russischen Botschafter in Belgien
Liste der russischen Botschafter in Belgien.

## Missionschefs

### Gesandte des Russischen Reichs
- 1853–1856: Michail Irinejewitsch Chreptowitsch (1809–1891)
- 1856–1859: Alexander Borissowitsch Richter (1803–1859)
- 1859–1869: Nikolai Alexejewitsch Orlow (1827–1885)
- 1869–1886: Andrej Dmitrijewitsch Bludow (1817–1886)
- 1886–1897: Lew Pawlowitsch Urussow (1839–1828)
- 1897–1910: Nikolai Nikolajewitsch de Giers (1853–1924)
- 1910–1916: Iwan Alexandrowitsch Kudaschew (1859–1933)
- 1916–1917: Dimitri Alexandrowitsch Nelidow (1863–1935)

### Botschafter der Sowjetunion
- 1935–1940: Jewgeni Wladimirowitsch Rubinin (1894–1981)
- 1942–1943: Alexander Jefremowitsch Bogomolow (1900–1969)
- 1943–1945: Wiktor Sacharowitsch Lebedew (1900–1968)
- 1945–1946: Michail Grigorjewitsch Sergejew (1903–1993)
- 1946–1950: Alexei Pawlowitsch Pawlow (1905–1982)
- 1953–1958: Wiktor Iwanowitsch Awilow (1900–?)
- 1958–1962: Sergei Andrejewitsch Afanassjew (1912–1992)
- 1962–1967: Pawel Iwanowitsch Gerassimow (1915–1991)
- 1967–1969: Wassili Fjodorowitsch Grubakow (1911–1992)
- 1969–1971: Fjodor Fjodorowitsch Molotschkow (1906–1986)
- 1971–1975: Wladimir Michailowitsch Sobolew (1924–2010)
- 1975–1984: Sergei Kalistratowitsch Romanowski (1923–2003)
- 1984–1987: Sergei Sergejewitsch Nikitin (1915–2002)
- 1987–1990: Felix Petrowitsch Bogdanow (1934–)
- 1990–1991: Nikolai Nikolajewitsch Afanasjewski (1940–2005)

### Botschafter der Russischen Föderation
- 1991–1994: Nikolai  Nikolajewitsch Afanasjewski (1940–2005)
- 1994–1998: Witali Iwanowitsch Tschurkin (1952–2017)
- 1998–2003: Sergei Iwanowitsch Kisljak (1950–)
- 2003–2004: Juri Alexejewitsch Gluchow ()
- 2004–2009: Wadim Borissowitsch Lukow (1953–)
- 2009–heute: Alexander Alexandrowitsch Romanow (1950–)